# Механізм Хойкена
Механізм Хойкена (англ. Hoekens linkage) — це чотириланковий механізм, що перетворює обертовий рух у рух наближений до прямолінійного. Цей механізм є аналогом механізму Чебишова.
Співвідношення довжин ланок механізму показано на малюнку.
Аналогічну функцію перетворення обертового руху у рух наближений до прямолінійного забезпечують також наступні механізми:
- кривошипно-шатунний механізм;
- механізм Ватта
- механізм Чебишова